# Astúrias
O Principado de Astúrias (em castelhano: Principado de Asturias; romaniz.: [pɾinθiˈpaðo ðe asˈtuɾjas]; em asturiano: Principáu d'Asturies; romaniz.: [pɾinθiˈpaw ðasˈtuɾjes];; em galego-asturiano: Principao d'Asturias) é uma comunidade autónoma definida como nação histórica e província de Espanha. O seu território atual corresponde em grande medida ao antigo território das Astúrias de Oviedo, contíguas às de Santillana.
Recebe o nome de principado por razões históricas, já que o herdeiro da coroa espanhola possui o título nobiliárquico de Príncipe das Astúrias, estabelecido por João I de Castela em 1388. A sua capital é Oviedo (em asturiano: Uviéu) enquanto que Gijón (Xixón) é a cidade com mais população.

## Geografia
Situa-se junto ao mar Cantábrico, na vertente norte da cordilheira Cantábrica. É limitada a oeste pela Galiza, a sul por Castela e Leão, a leste pela Cantábria e a norte pelo mar Cantábrico.
Sua costa é muito escarpada e recortada, formando praias, rias e cabos. Os rios são pouco extensos, mas de águas rápidas. Uma das áreas mais elevadas desta região corresponde aos Picos da Europa, que atingem os 2 600 metros de altitude, e onde existe um parque nacional. As suas principais cidades são Oviedo, capital da província, Gijón, Avilés, Langreo e Mieres onde se concentra a maior parte da população, contrastando com as áreas de "vazio humano" das regiões montanhosas.

## História
Ocupada por grupos humanos desde o Paleolítico Inferior, durante o Paleolítico Superior as Astúrias caracterizaram-se pelas pinturas rupestres do oriente da comunidade. No Mesolítico desenvolveu-se uma cultura original, o Asturiense; a seguir introduziu-se a Idade de Bronze, caracterizada pelos megálitos e túmulos.
Na Idade do Ferro, o território esteve submetido à influência cultural celta. O povo celta dos ástures compreendia tribos como os lugões, pésicos, etc., que povoaram todo o território ásture de castros, antigos povoados celtas. A influência celta ainda perdura hoje com os topónimos de rios e montanhas, como nomes de populações. A conquista romana entre 29 e 19 a.C. fez com que as Astúrias entrassem na História.

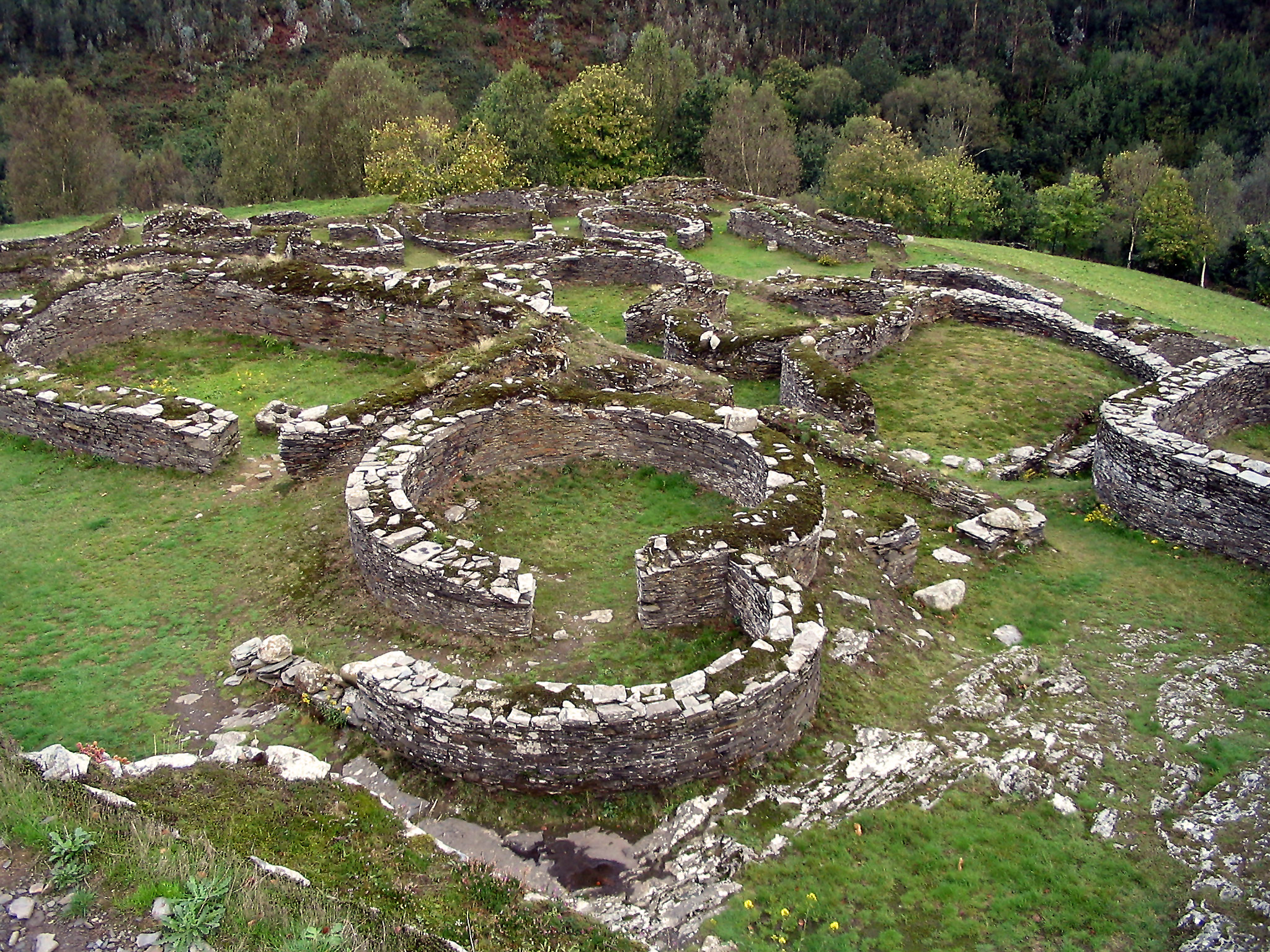
Castro de Coanha,

Depois de vários séculos sem presença estrangeira, os suevos e os visigodos tentaram ocupar o território no século VI, que terminaria a princípios do século VIII com a invasão muçulmana. O território, como tinha sucedido com Roma e Toledo, não foi fácil de submeter, estabelecendo-se em 722 uma independência de facto como Reino das Astúrias. A monarquia asturiana daria passo no século X ao Reino de Leão.
Durante os séculos medievais, o isolamento propiciado pela cordilheira cantábrica faz que as referências históricas sejam escassas. Depois da rebelião do filho de Henrique II de Trastâmara, estabelece-se o principado de Astúrias. Durante o século VIII, os árabes dominaram toda a Península Ibérica, a não ser as Astúrias. Esse fato foi fatal para os muçulmanos, uma vez que a  Cruzada da Reconquista foi feita por cristãos da região.
No século XVI o território atingiu pela primeira vez os cem mil habitantes, número que se duplicou com a chegada do milho americano no século seguinte.
A 8 de maio de 1808, a Junta Geral do Principado das Astúrias declara a guerra a França e proclama-se soberana, criando exército próprio e enviando embaixadores ao estrangeiro, sendo o primeiro organismo oficial de Espanha em dar esse passo. A 1 de janeiro de 1820, o oficial Rafael de Riego subleva-se em Cádis proclamando a Constituição de 1812.
A partir de 1830 começa a exploração do carvão, iniciando a revolução industrial na comunidade. Mais tarde estabelecer-se-iam as indústrias siderúrgica e naval.

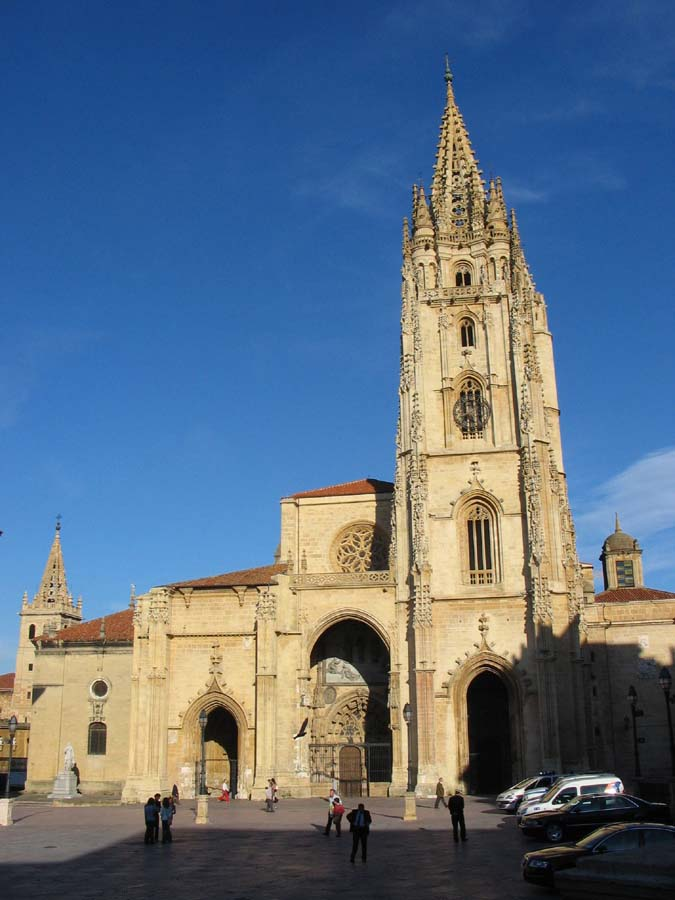
Catedral de Oviedo ou de S.Salvador

A 6 de outubro de 1934 começou uma rebelião na bacia mineira (cuenca) provocada porque os revolucionários não admitiram a entrada da CEDA na governação. A Revolução de 1934 teve as Astúrias por palco principal.
Durante essa revolução, protagonizada pelos mineiros das Cuencas (especialmente em La Felguera e Sama), a zona fica assolada em boa parte: resultam incendiados, entre outros edifícios, o da Universidade, cuja biblioteca guardava fundos bibliográficos de extraordinário valor que não puderam recuperar-se, ou o teatro Campoamor. A Câmara Santa na Catedral, por sua vez, foi dinamitada.

Mapa das paróquias civis asturianas.

A Guerra Civil produziu a divisão das Astúrias em dois bandos, ao somar-se Oviedo ao levantamento, a 18 de julho. A 25 de agosto de 1937 proclama-se em Gijón o Conselho Soberano de Astúrias e Leão, presidido pelo dirigente sindical e socialista Belarmino Tomás, terminando o conflito o 20 de outubro de 1937. Depois de vinte anos de estagnação económica, produziu-se a definitiva industrialização de Astúrias.
Fortemente afetado pela reconversão industrial da década de 1990, o principado tenta atualmente potenciar a sua paisagem e recursos naturais com vistas ao turismo.

## Organização territorial
Para efeitos administrativos, o principado está dividido em 78 concelhos, uma figura legal equivalente ao município. A entidade inferior ao concelho é a paróquia, onde se integram os bairros e aldeias.
| Posição | Concelho                                             | População |
| ------- | ---------------------------------------------------- | --------- |
| 1       | Gijón/Xixón                                          | 277 559   |
| 2       | Oviedo/Uviéu                                         | 225 391   |
| 3       | Avilés                                               | 83 617    |
| 4       | Siero                                                | 52 094    |
| 5       | Langreo/ Llangréu                                    | 44 737    |
| 6       | Mieres                                               | 42 951    |
| 7       | Castrillón                                           | 22 893    |
| 8       | San Martín del Rey Aurelio/ Samartín del Rei Aurelio | 18 286    |
| 9       | Corvera de Asturias/ Corvera                         | 16 236    |
| 10      | Villaviciosa                                         | 14 962    |
| 11      | Cangas del Narcea                                    | 14 249    |

### Comarcas
O Estatuto de Autonomia possibilita também a possibilidade de ordenamento de comarcas. Apesar de não estarem ainda desenvolvidas, existem algumas administrações comarcais estabelecidas por vários municípios ou concelhos para a prestação de serviços que são de competência municipal, bem como para o ordenamento, planificação e promoção exterior da comarca. Até à dara, apenas foram desenvolvidas as comarcas de Avilés e do Nalón.

#### Comarcas históricas
Vários concelhos asturianos estiveram unidos historicamente com o objetivo da defesa dos seus interesses na Junta Geral do Principado.
Fora do principado, também deve ser feita uma ressalva para as comarcas das Astúrias de Santillana, entre as quais as comarcas de Liébana, dos Nove Vales e a Merindade de Santillana, uniões que também têm a sua origem no processo de desfeudalização.

### Outras divisões administrativas
Para efeitos eleitorais, existem nas Astúrias três circunscrições (central, ocidental e oriental), sendo a primeira a maior em termos geográficos e populacionais.
Judicialmente, o território divide-se em 18 partidos judiciais, com tribunais de primeira instância na capital de cada um destes.
Por fim, em termos de saúde pública, a região organiza-se em 8 áreas sanitárias, 2 distritos sanitários, 68 zonas básicas de saúde e 16 zonas especiais de saúde.

## Demografia
De acordo com o censo de 2020, a região tem uma população de 1 018 784 habitantes, o que representa 2,1% da população da Espanha, com densidade populacional de 96 hab./km2.
A população asturiana tem a taxa de mortalidade mais elevada em Espanha e a taxa de fecundidade total mais baixa (1,03), a mais baixa da União Europeia.

## Língua

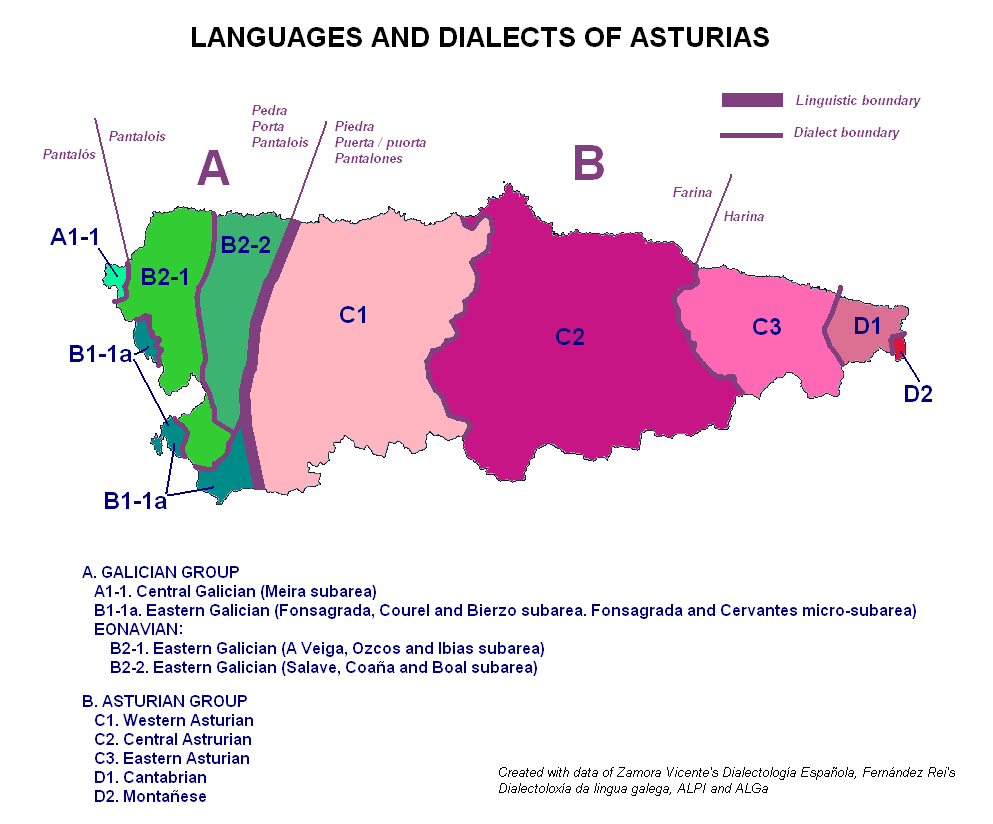
Áreas linguísticas das Astúrias (esta divisão atende critérios científicos), nomeadamente as áreas de língua asturiana e de língua galega (a verde).

O idioma oficial é o castelhano. Também é usado o asturiano (asturianu ou bable), empregado fora das grandes cidades, nas zonas rurais. Tem proteção oficial no âmbito do Estatuto de Autonomia de Astúrias. É uma língua que deriva diretamente do latim. O primeiro texto que se conhece em asturiano é o Fueru d'Avilés, de 1085. O asturiano tem algumas variantes dentro do principado. Após a queda do regime franquista, surgiu a necessidade de reavivar a língua asturiana. Em 1981 criou-se a Academia da Língua Asturiana (Academia de la Llingua Asturiana em asturiano) com vista ao estudo, defesa, conservação e divulgação do idioma.
No oeste do principado, em 18 municípios, fala-se o galego na sua variedade oriental (ver artigo galego-asturiano).

## Gastronomia

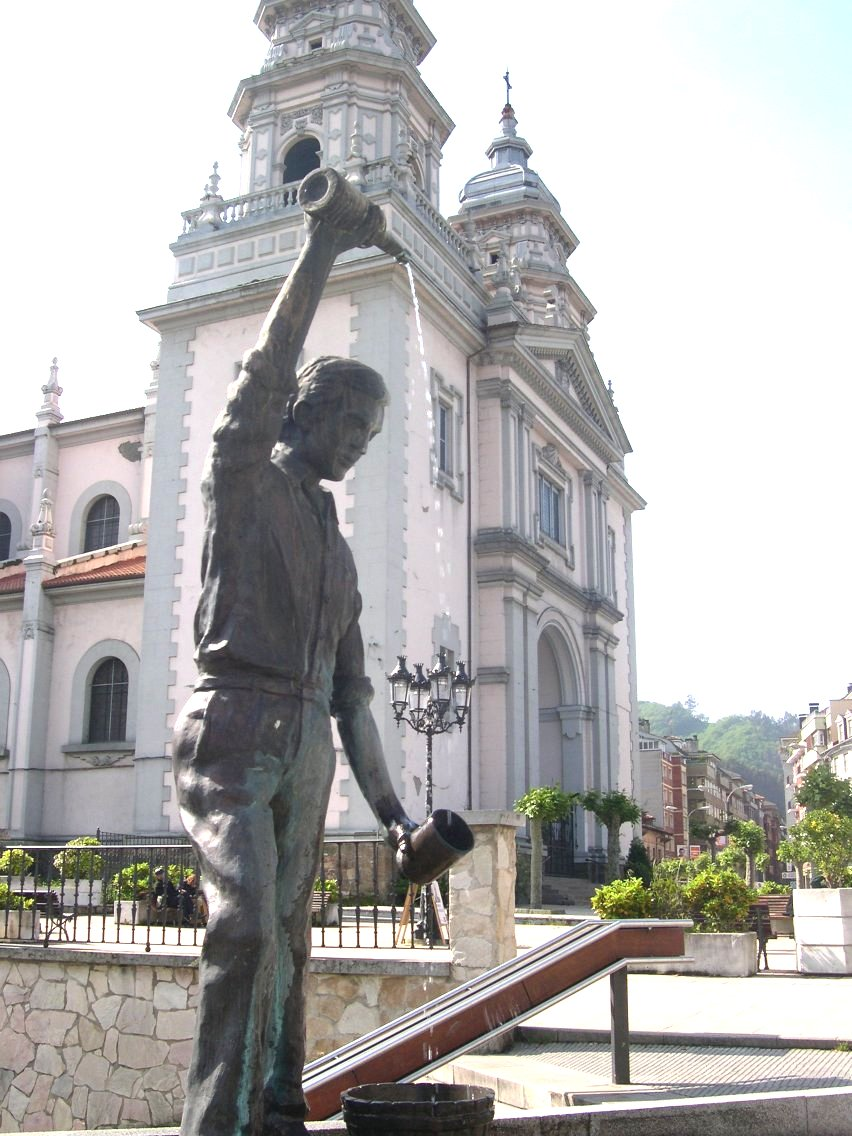
Escultura de homem escançando sidra, em Mieres

Tem elementos que a empatam com as cozinhas galega, normanda e bretã[carece de fontes?]. O prato mais conhecido é a fabada asturiana, parecida com a feijoada portuguesa. É um potente guisado feito com fabas de granja, uma variedade de feijão branco idêntica à feijoca, acompanhadas por chouriço, morcela, lacão e toucinho. As carnes são servidas à parte e conhecidas com o nome de compango. Salientam-se também a fabada com javali ou com amêijoas (esta última conhecida como fabes con amasueles), cebolas recheadas (cebolles rellenes) e o pote asturiano, com alguns pontos em comum com o Cozido à Portuguesa.
Além disso, destaca-se a variedade de pescados frescos e mariscos do mar Cantábrico e a qualidade de sua carne de novilho, a Xata Roja, com DOP. Existem mais de cem variedades diferentes de queijos artesanais, dos que o de Cabrales é o mais popular. Se se preferir uma sobremesa ou doces, o mais tradicional é o arroz con leche, similar ao arroz doce português, as casadielles (um tipo de empadas de massa folhada, recheadas de uma pasta de frutos secos como noz, amêndoa ou avelã, previamente triturados, misturados com açúcar e regado por anis) fritas, os carajitos de Grado ou os frixuelos, um tipo de crepe doce.
A bebida asturiana por excelência é a sidra.

## Cultura contemporânea

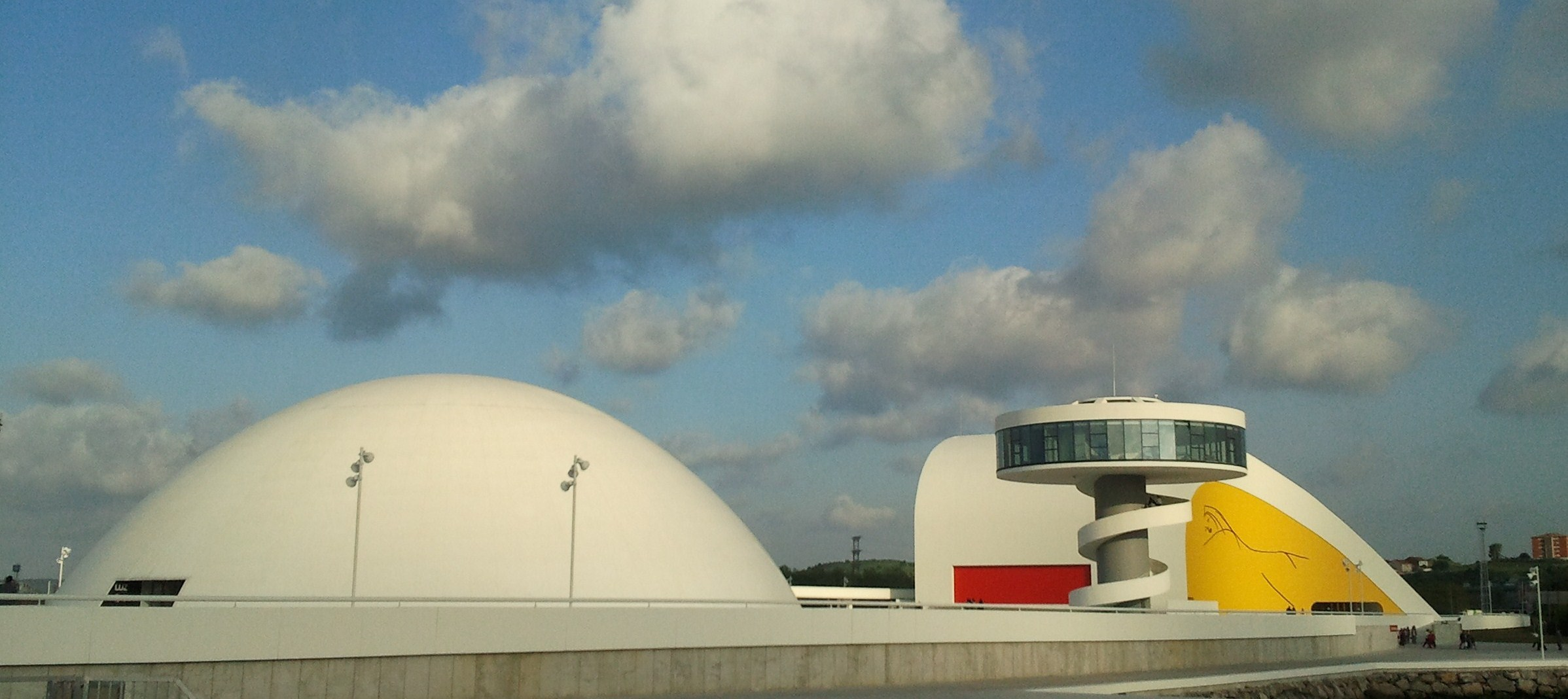
Centro Niemeyer das Astúrias

Centro Cultural Internacional Oscar Niemeyer, em Avilés. Este projeto foi oferecido à Fundação Príncipe das Astúrias como agradecimento pela condecoração que Oscar Niemeyer recebeu em 1989 (Prémio Príncipe das Astúrias das Artes). O Centro Niemeyer consta de cinco peças separadas e complementares: praça, auditório, cúpula, torre e um edifício polivalente. Foi inaugurado na Primavera de 2011.